# أنطونيو أرمسترونغ
أنطونيو أرمسترونغ (بالإنجليزية: Antonio Armstrong)‏ هو لاعب كرة القدم الكندية أمريكي، ولد في 15 أكتوبر 1973 في هيوستن في الولايات المتحدة، وتوفي بنفس المكان في 29 يوليو 2016.

## وصلات خارجية
- أنطونيو أرمسترونغ على موقع مرجع كرة القدم المحترفة.كوم (الإنجليزية)